# Stanisław Solski

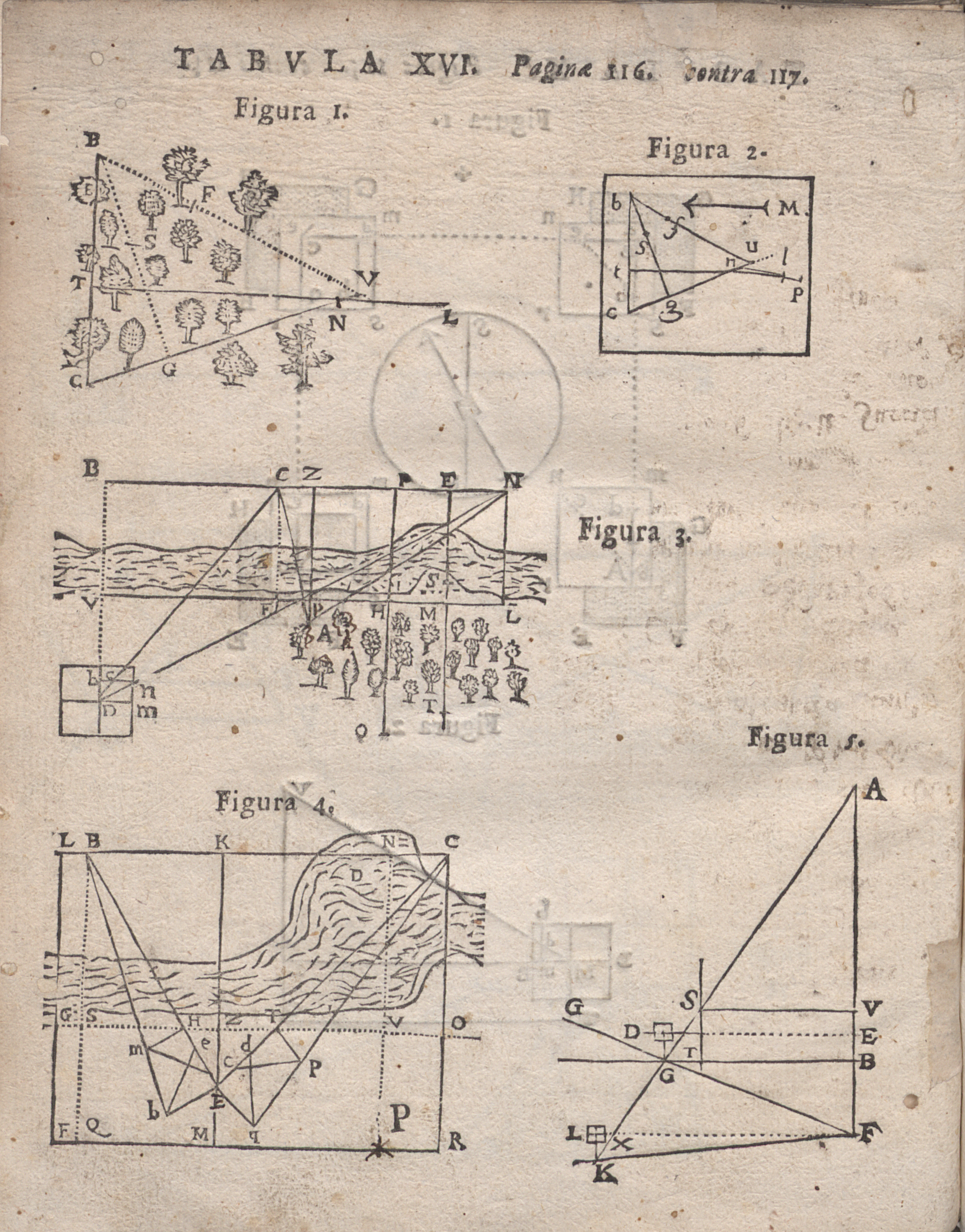
Praxis nova et expeditissima mensurandi geometrice, 1688

Stanisław Solski (ur. 21 września 1622 w Kaliszu, zm. 9 sierpnia 1701  w Krakowie) – polski matematyk, architekt i jezuita. Zajmował się również poetyką i retoryką. Część jego dzieł powstała w języku polskim.

## Życiorys
Informacje na temat jego wczesnego okresu życia i pochodzenia są bardzo szczupłe. Do zakonu jezuitów wstąpił w 1638 roku, przedtem uczył się w którejś z kaliskich szkół. Po wstąpieniu do zakonu uczył się filozofii w kolegium jezuitów w Kaliszu, a potem teologii w kolegium w Poznaniu. Od 1652 do 1653 roku był nauczycielem poetyki w Krośnie a od 1653 do 1654 roku nauczał poetyki i retoryki w Kamieńcu Podolskim. Zgłosił się jako ochotnik do wzięcia udziału w misji, chciał wyjechać do Indii. Jego przełożeni nie wydali jednak zgody. W 1654 roku udał się do Turcji, jako członek poselstwa Bieganowskiego. W poselstwie tym brał udział między innymi Jan Sobieski, przyszły król Polski, z którym Solski prawdopodobnie nawiązał wówczas znajomość. Stanisław pozostawał tam do 1661 roku jako kapelan jeńców polskich i ruskich, przebywających w niewoli tureckiej. Nauczył się tureckiego.
Interesował się naukami ścisłymi, planował skonstruować perpetuum mobile. Po powrocie do kraju z wykupionymi jeńcami, pełnił przez rok funkcję prokuratora Prowincji Polskiej. Zaraz po powrocie zaprezentował hydrauliczną maszynę, mającą nigdy się nie zatrzymać. Opublikował również dwie prace dotyczące mechaniki: Machina motum perpetuum exhibens i Machina exhibendo motui perpetuo artificiali idonea. Pomysł zbudowania własnego perpetuum mobile powstał u Solskiego w 1660, gdy płynąc do Turcji obserwował wiadra spuszczane ze statku w celu nabrania wody. W 1661 był już gotowy model maszyny, który został zaprezentowany w Warszawie przed królem Janem Kazimierzem. W konstrukcji tej jako napęd Solski zastosował kule żelazne. Mechanizmy konstruowane przez Solskiego i teoretyczne rozważania na temat ich budowy znalazły zainteresowanie w europejskim środowisku naukowym. W 1678 miesięcznik „Journal des savants”, pierwsze w Europie pismo naukowe, zamieścił opis maszyny i pochlebną opinię o jej konstruktorze i jego doświadczeniach. W dziele niemieckiego uczonego G. Schotta "Technica curiosa sive mirabilia artis", wyd. w 1687, znalazło się omówienie eksperymentu warszawskiego i informacje o budowie machiny Solskiego. Od 1667 do 1670 był kapelanem na dworze Jana III Sobieskiego i spowiednikiem królowej Marii Kazimiery.
Z racji nieukończonych studiów teologicznych, Solski nie mógł sprawować wyższych funkcji w zakonie. W 1670 roku opuścił dwór i zamieszkał w Krakowie, gdzie zajmowały go przede wszystkim prace architektoniczne, był bowiem nadwornym architektem biskupa Jana Małachowskiego. Projektował i nadzorował przebudowy i budowy kościołów oraz klasztorów, między innymi kościoła Świętej Barbary. Kontynuował pracę naukową i zajmował się pisaniem. Od 1683 do 1686 roku publikował Geometrę polskiego. Był to wykład geometrii teoretycznej i praktycznej, mający służyć jako praktyczny podręcznik. Dzieło to obejmowało trzy księgi podzielone na czternaście rozdziałów. Księga pierwsza dotyczy geometrii elementarnej czyli figur płaskich, odcinków, kątów, hiperbol, figur przestrzennych itd. Każdy z wymienionych elementów został dokładnie opisany przez Solskiego. Księga druga poświęcona jest praktycznemu zastosowaniu geometrii i miernictwu, zawiera ona dokładny opis używanych w ówczesnej Polsce jednostek i tablice do ich przeliczania. Księga trzecia koncentruje się na zagadnieniach związanych z obliczeniami powierzchni i objętości brył, zawiera również arytmetyczne uzasadnienia. Solski odznaczył się zwłaszcza w wypracowywaniu polskiej terminologii geometrycznej i arytmetycznej. Książka ta była jedną z ważniejszych jeśli chodzi o rozwój polskiego języka matematyki.
W 1688 roku ukazały się kolejne prace Solskiego. Praxis nova et expeditissima geometricae mensurandi i Architekt Polski, poświęcony mechanice stosowanej. Architekt Polski zawierał opisy budowy i zastosowania maszyn, i to zarówno tych najprostszych jak i najbardziej skomplikowanych. Poruszał również kwestię maszyn hydraulicznych, m.in. młynów wodnych. Solski tworzył również dzieła o charakterze religijnym, jak na przykład wydana w 1671 roku Nauka o częstym używaniu Najświętszego Sakramentu czy opublikowane w 1676 roku Rozmyślania codzienne na cały rok.

## Najważniejsze prace
- Machina motum perpetuum exhibens, 1661
- Machina exhibendo motui perpetuo artificiali idonea, 1663
- Geometra Polski: Księga 1, Księga 2, Księga 3, 1683-1686
- Praxis nova et expeditissima geometricae mensurandi, 1688
- Architekt Polski, 1688

## Realizacje architektoniczne
- przebudowa w latach 1683-1688 domu profesów i kościoła św. Barbary w Krakowie. Prace objęły zeszkarpowanie murów obwodowych domu i utworzenie jego dziedzińca, następnie budowę apsydy i nowych sklepień kościoła, wreszcie podniesienie jego gotyckiego dachu i podwyższenie murów obwodowych[5]
- przypuszczalnie budynek furty klasztoru misjonarzy, wzniesiony w latach 1683-1686[5]
- W latach 1687–1692 prowadził budowę klasztoru wizytek według zmodyfikowanego przez siebie projektu Jana Solariego[5]
- w latach 1692-1695 portal główny, wieżyczka na sygnaturkę, wiązania dachowe w kościele wizytek w Krakowie[5]
- przypuszczalnie budynek kolegium misjonarzy (obecnie północne skrzydło klasztoru), wzniesiony w latach 1693-1695[5]

## Literatura dodatkowa
- Adrian Krzyżanowski, O życiu uczonym Stanisława Solskiego, Warszawa 1822